# Instituto Iraní de Investigación en Ciencias de la Información y Tecnología
El Instituto de Investigación Iraní para la Ciencia de la Información y la Tecnología (IranDoc) es un instituto nacional afiliado al Ministerio de Ciencia, Investigación y Tecnología (MSRT) de Irán. Tiene cinco misiones principales: investigación, gestión de información científica y técnica, educación, cooperación científica y apoyo a la formulación de políticas de ciencia y tecnología. Con 50 años de experiencia, IranDoc cuenta actualmente con más de 100 expertos, nueve grupos de investigación en tres departamentos y tres laboratorios de investigación. Ha desarrollado una de las bases de datos científicas y técnicas en persa más grandes de Irán, con más de un millón de registros. Esta base de datos y muchos otros sitios web en IranDoc tienen miles de usuarios diariamente. Basado en estas competencias únicas, IranDoc ofrece a la comunidad una variedad de servicios basados en el conocimiento en tres categorías: investigación y tecnología, información y tecnología de la información, y consultoría y gestión.

## Facultades
El instituto cuenta con tres facultades:
- Facultad de Tecnología de la Información
- Facultad de Ciencias de la Información
- Facultad de Información y Sociedad

## Historia
El instituto se estableció en 1968 como una organización gubernamental conocida como Centro de Documentación Iraní para "ofrecer información moderna a científicos y profesores". En marzo de 1969, IRANDOC pasó a formar parte del nuevo Instituto de Investigación y Planificación en Ciencia y Educación del Ministerio de Ciencia y Educación Superior, junto con el Centro de Política Científica, el Centro de Planificación Educativa y el Centro de Servicios Bibliotecarios. En 1970 contaba con una plantilla de 60 personas, de las cuales 30 eran licenciados universitarios y siete tenían doctorado.  Cuando el Instituto fue disuelto en 1983, IRANDOC continuó bajo la supervisión de la Oficina del Viceministro de Investigación.
En 1991, el Consejo para el Desarrollo de la Educación Superior aprobó una carta revisada que cambió su estatus a centro de investigación y su nombre a su forma actual.
IRANDOC es miembro nacional de la Federación Internacional de Asociaciones e Instituciones de Bibliotecas (IFLA) y de la Asociación para la Gestión de la Información (ASLIB).